# NGC 197
NGC 197 је лентикуларна галаксија у сазвежђу Кит која се налази на NGC листи објеката дубоког неба.
Деклинација објекта је + 0° 53' 33" а ректасцензија 0h 39m 18,7s. Привидна величина (магнитуда) објекта NGC 197 износи 13,7 а фотографска магнитуда 14,7. NGC 197 је још познат и под ознакама UGC 406, MCG 0-2-107, CGCG 383-53, HCG 7D, NPM1G +00.0016, PGC 2365.